# Richard Angst
Pour les articles homonymes, voir Angst.
Richard Angst, né le 23 juillet 1905 à Zurich et mort le 24 juillet 1984 à Berlin, est un cadreur suisse.

## Biographie
Richard Angst commence sa carrière en tant que technicien de laboratoire photo. Passionné de ski et d'alpinisme, il devient assistant cadreur pour les films Milak, der Grönlandjäger et Le Grand Saut (Der große Sprung) d'Arnold Fanck. Pour ce dernier film, il travaille avec les cadreurs Sepp Allgeier et Albert Benitz.
Par la suite, il est engagé comme cadreur chez Fanck, tournant L'Enfer blanc du Piz Palü. Il participe aussi à de nombreuses expéditions sur tous les continents.
Jusque dans les années 1960, il est l'un des grands cadreurs du cinéma allemand. Il travaille, entre autres, avec des réalisateurs comme Fritz Lang, Robert Siodmak, Hans Steinhoff, Paul Verhoeven mais surtout Kurt Hoffmann. Sentant le déclin de l'industrie allemande du cinéma, il ouvre un restaurant, le Provinz à Berlin-Moabitt.
Par ailleurs, il écrit ses mémoires (avec l'aide du journaliste Hans Borgelt) et donne des cours à la Hochschule für Fernsehen und Film München.

## Filmographie
- 1927 : Milak, les chasseurs du Groenland
- 1927 : Le Grand Saut d'Arnold Fanck
- 1928 : Le Stade blanc (Das weiße Stadion) d'Arnold Fanck (documentaire)
- 1929 : L'Enfer blanc du Piz Palü d'Arnold Fanck
- 1930 : Les Trois Puits sacrés
- 1930 : Deux personnes
- 1930 : Tempête sur le mont Blanc d'Arnold Fanck
- 1931 : L'Ivresse blanche
- 1932 : Le Diable d'eau Hieflau
- 1932 : Aventures dans l'Engadine
- 1933 : Fin de saison
- 1933 : SOS Iceberg d'Arnold Fanck
- 1933 : SOS Eisberg d'Arnold Fanck
- 1933 : Pôle Nord - Ohé!
- 1934 : Rêve éternel
- 1935 : Le Démon de l'Himalaya
- 1935 : Les Pauvres Riches (court métrage)
- 1936 : Les Chasseurs de têtes de Bornéo
- 1936 : Matt Petit (court métrage)
- 1936 : Volcan sacré du Japon (documentaire)
- 1936 : Dans une ville chinoise (documentaire)
- 1936 : Photos du Japon côte (documentaire)
- 1937 : La Fille du samouraï (Die Tochter des Samurai)
- 1937 : Kleine Scheidegg
- 1938 : Le But sacré
- 1939 : La Peau de chagrin de Heinz Hilpert
- 1939 : A Little Night Music
- 1940 : La Fille au vautour (Die Geierwally) de Hans Steinhoff
- 1941 : Ma vie pour l'Irlande de Max W. Kimmich
- 1941 : Le courant
- 1942 : Rembrandt de Hans Steinhoff
- 1942 : L'Implacable Destin (Der große Schatten) de Paul Verhoeven
- 1943 : Gabriele Dambron
- 1943 : Une belle journée
- 1944 : Mélusine (interdit)
- 1945 : Ulli et Marei
- 1947 : La Terre
- 1947 : Conquête haute
- 1947 : L'Ascension du Cervin (court métrage)
- 1948 : Un royaume pour une maison (nl)
- 1949 : Barry de Richard Pottier
- 1950 : Tempête à l'Est visage / cheveux
- 1950 : L'Étoile filante
- 1951 : Fanfares de l'Amour
- 1952 : Le Cœur du monde
- 1952 : Jeux Olympiques d'hiver d'Oslo - 1952
- 1952 : Le père a besoin d'une femme
- 1952 : Cuba Cabana
- 1953 : Hocus Pocus
- 1953 : Hit Parade
- 1954 : Ingrid : Die Geschichte eines Fotomodells
- 1954 : Le Premier Baiser
- 1955 : Trois Hommes dans la neige (Drei Männer im Schnee) de Kurt Hoffmann
- 1955 : Mon premier amour de Harald Braun
- 1955 : Je pense souvent à Piroschka
- 1956 : L'amour ne meurt jamais de O.W. Fischer
- 1956 : Bornéo, île de Beauté (documentaire télévisé)
- 1957 : L'Héritage sacré
- 1957 : Ma belle maman
- 1957 : L'Auberge du Spessart
- 1958 : Les Nuits de Saint-Pétersbourg
- 1958 : Wir Wunderkinder
- 1959 : Le Tigre du Bengale de Fritz Lang
- 1959 : Le Tombeau hindou de Fritz Lang
- 1959 : Peter décroche la timbale
- 1959 : Du bist wunderbar
- 1959 : La Paloma
- 1959 : Livre d'images de Dieu (documentaire)
- 1960 : Et quelque chose qu'on appelle la vie
- 1961 : Via Mala
- 1961 : L'Étrange comtesse
- 1961 : Ramona
- 1962 : Le Secret des valises noires
- 1962 : Le Livre de San Michele (Axel Munthe, der Arzt von San Michele)
- 1962 : Sherlock Holmes et le collier de la mort
- 1963 : Frühstück im Doppelbett
- 1963 : Le Crapaud masqué
- 1963 : Le Château Gripsholm (en)
- 1963 : La Tour de Londres
- 1963 : Das Phantom von Soho (de)
- 1964 : La Serrure aux treize secrets
- 1964 : Das siebente Opfer (de) (La Septième Victime)
- 1964 : On murmure dans la ville
- 1965 : Guerre secrète
- 1965 : Heidi (photographie)
- 1965 : Ferien mit Piroschka
- 1966 : Hokuspokus oder: Wie lasse ich meinen Mann verschwinden…?
- 1966 : Liselotte von der Pfalz
- 1967 : Herrliche Zeiten im Spessart
- 1967 : Rheinsberg
- 1968 : Pour la conquête de Rome I (Kampf um Rom I - La calata dei Barbari) de Robert Siodmak
- 1969 : Pour la conquête de Rome II (Kampf um Rom II - Der Verrat) de Robert Siodmak
- 1969 : Le Divin Marquis de Sade de Cy Endfield
- 1969 : La Lune de miel